# A1 Grand Prix 2008
La A1 Grand Prix 2008 è stata la quarta e ultima stagione nella breve storia della serie automobilistica per nazioni A1 Grand Prix. Per questa stagione la Ferrari fornì i motori. Tutte le auto, compreso il merchandise ufficiale, furono obbligati contrattualmente a rappresentare lo slogan "Powered by Ferrari".
La Ferrari non avrebbe fornito il telaio, ma ebbe un ruolo di consulenza per quanto riguarda la produzione, poiché il telaio si basò sulla monoposto Ferrari F2004 vincitrice del Campionato mondiale di Formula 1 2004.
L'Irlanda è diventata il quarto campione della A1GP, dopo una lotta per il titolo che è terminata nella fase finale in Gran Bretagna. L'Irlanda ha vinto con 112 punti grazie al pilota Adam Carroll ottenendo cinque vittorie ai Circuiti di Chengdu (Cina), Sepang, Taupo (Nuova Zelanda) ed a Hatch, durante la stagione accorciata a quattordici gare. Infatti tre gare sono state annullate per una serie di motivi, a cominciare da una preoccupante tendenza di disinteresse verso la A1 Grand Prix, che ha contagiato la stagione seguente annullandola del tutto.
La Svizzera terminò il campionato al secondo posto con 95 punti, grazie al pilota Neel Jani che ha ottenuto quattro vittorie, a soli tre punti di vantaggio dal Portogallo con il pilota Filipe Albuquerque, totalizzando 92 punti guadagnando una terza posizione dopo aver ottenuto una sola una vittoria in tutta la stagione.
La scuderia dei Paesi Bassi, grazie all'abbinamento Jeroen Bleekemolen e Robert Doornbos ottenendo una vittoria ciascuno, ha raggiunto la quarta posizione nella classifica a squadre. Le vittorie rimanenti le anno ottenute Fairuz Fauzy per la Malaysia e Loïc Duval per Francia.
L'Italia non ha ottenuto alcuna vittoria, terminando al stagione al sedicesimo posto con i piloti Fabio Onidi, Edoardo Piscopo e Vitantonio Liuzzi.

## Calendario
| Gara | Data              | Nazione       | Circuito                             | Gara corta  | Gara lunga |
| ---- | ----------------- | ------------- | ------------------------------------ | ----------- | ---------- |
|      | 21 settembre 2008 | Italia        | Autodromo Internazionale del Mugello | ANNULLATA   | ANNULLATA  |
| 1    | 5 ottobre 2008    | Paesi Bassi   | Circuito di Zandvoort                | Malaysia    | Francia    |
| 2    | 9 novembre 2008   | Cina          | Circuito di Chengdu                  | Irlanda     | Portogallo |
| 3    | 23 novembre 2008  | Malaysia      | Circuito di Sepang                   | Svizzera    | Irlanda    |
| 4    | 25 gennaio 2009   | Nuova Zelanda | Circuito di Taupo                    | Irlanda     | Svizzera   |
|      | 8 febbraio 2009   | Indonesia     | Circuito di Giacarta                 | ANNULLATA   | ANNULLATA  |
| 5    | 22 febbraio 2009  | Sudafrica     | Circuito di Kyalami                  | Paesi Bassi | Svizzera   |
| 6    | 12 aprile 2009    | Portogallo    | Autódromo Internacional do Algarve   | Paesi Bassi | Svizzera   |
| 7    | 3 maggio 2009     | Regno Unito   | Circuito di Brands Hatch             | Irlanda     | Irlanda    |
|      | 24 maggio 2009    | Messico       | Autodromo Hermanos Rodríguez         | ANNULLATA   | ANNULLATA  |

## Classifica
(Legenda) (risultati in grassetto indicano la pole position, risultati in corsivo indicano il giro veloce)
| Posiz. | Scuderia             | Piloti              | NLD | NLD | CHN | CHN | MYS | MYS | NZL | NZL | RSA | RSA | POR | POR | GBR | GBR | Punti Totali | Punti Scartati | Punteggio Finale |
| Posiz. | Scuderia             | Piloti              | spr | fea | spr | fea | spr | fea | spr | fea | spr | fea | spr | fea | spr | fea | Punti Totali | Punti Scartati | Punteggio Finale |
| ------ | -------------------- | ------------------- | --- | --- | --- | --- | --- | --- | --- | --- | --- | --- | --- | --- | --- | --- | ------------ | -------------- | ---------------- |
| 1      | Irlanda              | Adam Carroll        | Rit | Rit | 1   | 2   | 5   | 1   | 1   | 2   | 4   | Rit | 2   | 5   | 1   | 1   | 112          |                | 112              |
| 2      | Svizzera             | Neel Jani           | 5   | Rit | 4   | 4   | 1   | Rit | 2   | 1   | 3   | 1   | 15  | 1   | 8   | 3   | 99           | 4              | 95               |
| 3      | Portogallo           | Filipe Albuquerque  | 9   | Rit | 6   | 1   | 4   | 2   | 6   | 3   | 2   | 5   | 3   | 2   | 5   | 5   | 92           |                | 92               |
| 4      | Paesi Bassi          | Jeroen Bleekemolen  | 4   | 5   |     |     | 6   | 8   |     |     | 1   | 4   |     |     | 6   | 2   | 81           | 6              | 75               |
| 4      | Paesi Bassi          | Robert Doornbos     |     |     | 2   | 16  |     |     | 3   | 5   |     |     | 1   | NP  |     |     | 81           | 6              | 75               |
| 5      | Francia              | Loïc Duval          | 3   | 1   |     |     | 2   | 14  | 4   | 6   |     |     |     |     |     |     | 47           |                | 47               |
| 5      | Francia              | Nicolas Prost       |     |     | 8   | Rit |     |     |     |     | 10  | Rit | 13  | 6   | 9   | 10  | 47           |                | 47               |
| 6      | Malaysia             | Fairuz Fauzy        | 1   | 2   | 13  | 5   | 15  | 10  | 8   | 10  | 9   | NC  | 8   | 3   |     |     | 43           |                | 43               |
| 6      | Malaysia             | Aaron Lim           |     |     |     |     |     |     |     |     |     |     |     |     | 16  | Rit | 43           |                | 43               |
| 7      | Nuova Zelanda        | Earl Bamber         | 2   | 3   |     |     | 3   | 6   |     |     | 8   | Rit | Rit | Rit | Rit | Rit | 36           |                | 36               |
| 7      | Nuova Zelanda        | Chris van der Drift |     |     | 7   | 11  |     |     | 5   | 13  |     |     |     |     |     |     | 36           |                | 36               |
| 8      | Australia            | John Martin         | 12  | 4   | 11  | 6   | 8   | 4   | Rit | 4   | 12  | 13  | 10  | 12  | 7   | 8   | 36           |                | 36               |
| 9      | Principato di Monaco | Clivio Piccione     | Rit | 6   | 9   | 7   | 12  | Rit | 16  | Rit | 5   | 3   | 5   | Rit | Rit | 4   | 35           |                | 35               |
| 10     | Regno Unito          | Danny Watts         |     |     | 3   | 3   | Rit | 16  |     |     | Rit | 7   |     |     |     |     | 28           |                | 28               |
| 10     | Regno Unito          | Dan Clarke          |     |     |     |     |     |     | 12  | 12  |     |     | 11  | 7   | 13  | 7   | 28           |                | 28               |
| 11     | USA                  | Charlie Kimball     | 8   | 10  |     |     |     |     |     |     |     |     |     |     |     |     | 24           |                | 24               |
| 11     | USA                  | Marco Andretti      |     |     | 15  | 8   | Rit | 3   | 11  | 11  | 17  | 8   | 12  | Rit |     |     | 24           |                | 24               |
| 11     | USA                  | J. R. Hildebrand    |     |     |     |     |     |     |     |     |     |     |     |     | 4   | 14  | 24           |                | 24               |
| 12     | India                | Narain Karthikeyan  |     |     | 10  | 10  | Rit | Rit | 9   | 7   | 6   | 12  | 6   | 11  | 2   | Rit | 19           |                | 19               |
| 13     | Messico              | Davíd Garza Pérez   |     |     | 16  | 15  | 14  | 15  |     |     |     |     |     |     |     |     | 19           |                | 19               |
| 13     | Messico              | Salvador Durán      |     |     |     |     |     |     | 15  | Rit | 16  | Rit | 9   | 4   | 3   | 6   | 19           |                | 19               |
| 14     | Sudafrica            | Adrian Zaugg        | 6   | Rit | 5   | 9   | 9   | 5   | 10  | 9   | 7   | Rit | 17  | Rit |     |     | 19           |                | 19               |
| 14     | Sudafrica            | Alan van der Merwe  |     |     |     |     |     |     |     |     |     |     |     |     | 15  | 11  | 19           |                | 19               |
| 15     | Brasile              | Felipe Guimarães    | 14  | Rit | 20  | Rit | Rit | 7   | 14  | 15  | 15  | 2   | 7   | NP  | NP  | NP  | 18           |                | 18               |
| 16     | Italia               | Fabio Onidi         | 7   | Rit |     |     |     |     |     |     |     |     |     |     |     |     | 17           |                | 17               |
| 16     | Italia               | Edoardo Piscopo     |     |     | 14  | Rit | 7   | 11  | 7   | 8   | 11  | 10  |     |     |     |     | 17           |                | 17               |
| 16     | Italia               | Vitantonio Liuzzi   |     |     |     |     |     |     |     |     |     |     | 4   | Rit | 10  | 9   | 17           |                | 17               |
| 17     | Libano               | Daniel Morad        | 10  | 8   | 12  | 13  | 11  | 12  | Rit | Rit | NC  | 6   | Rit | Rit | Rit | 12  | 8            |                | 8                |
| 18     | Cina                 | Ho-Pin Tung         | 13  | 9   | 17  | 12  | 10  | 9   |     |     | 13  | Rit | 16  | 8   |     |     | 7            |                | 7                |
| 18     | Cina                 | Congfu Cheng        |     |     |     |     |     |     | Rit | 14  |     |     |     |     | 14  | Rit | 7            |                | 7                |
| 19     | Corea del Sud        | Hwang Jin-Woo       | Rit | 7   | 19  | 17  | NP  | NP  |     |     |     |     |     |     |     |     | 4            |                | 4                |
| 20     | Indonesia            | Satrio Hermanto     | Rit | Rit | 18  | 14  | 13  | 13  | 13  | Rit |     |     |     |     | 12  | 13  | 3            |                | 3                |
| 20     | Indonesia            | Zahir Ali           |     |     |     |     |     |     |     |     | 18  | 9   | 14  | 10  |     |     | 3            |                | 3                |
| 21     | Germania             | Michael Ammermüller |     |     |     |     |     |     |     |     | 14  | 11  |     |     | 11  | Rit | 2            |                | 2                |
| 21     | Germania             | André Lotterer      |     |     |     |     |     |     |     |     |     |     | Rit | 9   |     |     | 2            |                | 2                |
| Posiz. | Scuderia             | Piloti              | spr | fea | spr | fea | spr | fea | spr | fea | spr | fea | spr | fea | spr | fea | Punti Totali | Punti Scartati | Punteggio Finale |
| Posiz. | Scuderia             | Piloti              | NLD | NLD | CHN | CHN | MYS | MYS | NZL | NZL | RSA | RSA | POR | POR | GBR | GBR | Punti Totali | Punti Scartati | Punteggio Finale |

| Colore    | Risultati                              |
| --------- | -------------------------------------- |
| Oro       | Vincitore                              |
| Argento   | 2º posto                               |
| Bronzo    | 3º posto                               |
| Verde     | Finita, a punti                        |
| Verde     | Ritirato, a punti                      |
| Blu       | Finita, senza punti                    |
| Viola     | Non finita (Rit)                       |
| Viola     | Finita, non classificato (NC)          |
| Rosso     | Non qualificato (NQ)                   |
| Nero      | Squalificato (SQ)                      |
| Bianco    | Non partito (NP)                       |
| Bianco    | Ritirato prima dell'evento (WD)        |
| Bianco    | Non ha partecipato                     |
| Bianco    | Infortunato (INF)                      |
| Bianco    | Escluso (ES)                           |
| Grassetto | Pole position                          |
| *         | Giro Veloce                            |
| spr       | Sprint Race Gara corta                 |
| fea       | Feature Race Gara lunga (o principale) |